# Indianmissioner i Nya Frankrike
I Nya Frankrike grundades ett antal kristna missionsstationer för de indianer som allierat sig med Frankrike. De indianer som bodde vid missionerna betraktades som bofasta och fick sig tilldelade vissa landområden som senare under engelsk och amerikansk överhöghet blev indianreservat. 

## Akwesasne
Jesuiterna grundade 1755 en mission, Mission-de-Saint-Régis, för de mohawker vilka flyttat ut från Kahnawake (se nedan). Missionen uppkallades efter Jean-François Régis. Efter det amerikanska frihetskriget delades reservatet 1783 mellan USA och Kanada och det består idag av ett sammanhängande geografiskt område i två länder och tre delstater. Det består idag dels av St. Regis Mohawk Reservation, i delstaten New York i USA, dels Mohawk Nation of Akwesasne i Ontario och Québec i Kanada, som är vidare uppdelat på Akwesasne 59 i Ontario och Akwesasne 15 i Québec.

## Kahnawake

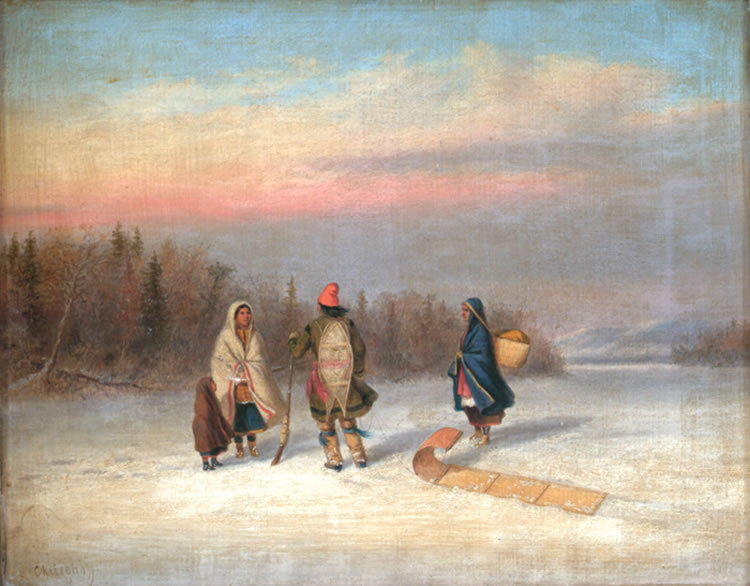
Kahnawakebor på vintern.

Kahnawake grundades av jesuiterna 1667 som missionen Saint-François-Xavier (uppkallad efter Frans Xavier), för de mohawker som flyttat norrut och ställt sig under Frankrikes beskydd. Reservatet har sedan 1716 befunnit sig på sin nuvarande plats vid Sault-Saint-Louis, Québec. Signaturtecknet för Kahnawake är lärkan.

### Mohawkernas exodus
Efter den fred som slöts mellan Frankrike och Irokesförbundet 1666 lämnade ett antal irokeser sitt hemland och flyttade norrut till Saint Lawrenceflodens dalgång och slog sig ned i närheten av Montréal. Irokeserna blev där katoliker, men fortsatte annars med sitt traditionella liv. De blev allierade med Frankrike och deltog ofta i fransk-indianska fälttåg mot de engelska kolonierna och även mot de irokeser som hade förblivit i sitt gamla hemland. En sådan irokesisk bosättning ägde rum söder om Saint Lawrencefloden 1667. Den var upphovet till Kahnawake.

### Kentake
Året efter freden slog sig några franska familjer, som inte längre behövde frukta irokesiska överfall, ned på södra sidan av Saint Lawrence, mittemot Montréal, på en plats som kallades La Prairie-de-la-Madeleine. Det var mark som hade förlänats jesuiterna ungefär tjugo år tidigare. En jesuitisk präst övertalade samma år några oneida som hade kommit till staden, att tillbringa vintern vid La Prairie. Tidigt på våren 1668 slog sig några andra oneida, som hade tillbringat vintern på jakt i närheten, ned bland sina släktingar vid La Prairie. På sommaren besökte de Québec där de blev döpta. De byggde hus i La Prairie, men tillbringade större delen av vintrarna i skogen. 1680 fanns det ungefär fem hus och 20 indianska familjer på orten som irokeserna kallade Kentake. En jesuitmission grundades redan från början. Den fick namnet Saint-François-Xavier-des-Près. 

### Kahnawake
Antalet invånare fortsatte att öka; en del nya bosättare var irokeser som kommit till Saint Lawrence för att jaga, medan andra hade blivit döpta i det irokesiska hemlandet och ville flytta till en kristen indiansk bosättning. En del flyttade till Wendakes (se nedan) föregångare vid Notre-Dame-de-Foy, medan andra slog sig ned i La Prairie. Där var emellertid jorden alltför fuktig för att man skulle kunna odla majs och hela bosättningen flyttades ungefär en halvmil uppströms till Sault-Saint-Louis (forsarna vid Lachine). Jesuitmissionen bytte därför namn till Saint-François-Xavier-du-Sault. Irokeserna gav platsen namnet Kahnawake, samma namn som på en av mohawkernas tre befästa huvudbyar (castles). 

### Kahnawakon
Det huvudsakliga befolkningselementet bestod nu av mohawker och jesuiterna hävdade, att det bodde lika många mohawker här som i det mohawkiska hemlandet. En del huroner och onondaga slog sig också ned i Kahnawake och var så talrika att de jämte de mohawkiska hövdingarna även kunde ha sina egna. Efter massakern vid Lachine 1689 tog befolkningen sin tillflykt till Montréal för ett år. När de kom tillbaka flyttade de bosättningen uppströms några kilometer, till en plats som de kallade Kahnawakon och som de förlänats redan 1680, därför att jorden nu var utsugen på den gamla platsen. Bosättningen flyttade återigen någon kilometer uppströms till Kanatakwenke 1696 och ännu en gång några kilometer 1716 till en plats som återfick det gamla namnet Kahnawake. 

## Kanesatake
En mission för mohawker grundades 1667 av Saint-Sulpice-kongregationen. Den har sedan 1721 legat i Oka vid Lac des Deux Montagnes, Québec, varav den också fått sitt namn Mission du Lac-des-Deux-Montagnes. Dit flyttade även ojibwa och algonkiner vilka delade sina jaktmarker med mohawkerna. Signaturtecknet för Kanesatake är sköldpaddan.

## Odanak
Abenaki som av de engelska kolonisterna fördrivits från sina förfäders marker i New England tog sin tillflykt till franskt territorium. Jesuiterna grundade 1700 en mission för dem, Mission des Abenakis eller Mission de Saint-François-de-Sales (uppkallad efter Frans av Sales). I Kenneth Roberts bok Nordvästpassagen är det denna indianmission som är offer för en anglo-amerikansk massaker. Detta återgår på en verklig händelse 1759. Signaturtecknet för Odanak är en stör.

## Oswegatchie
Oswegatchie var en av de sista franska missioner som grundades (1749). Den grundades av Saint-Sulpice-kongregationen för de onondaga som drog sig norrut och ställde sig under franskt beskydd. Missionen kallades Mission de La Présentation eller La Galette och var uppkallade efter Den saliga Jungfrun Marias tempelgång. Den låg vid nuvarande Ogdensburg i delstaten New York. Indianreservatet upplöstes av USA 1806.

## Wendake
Wendake var en jesuitisk mission som 1650 tog sin början bland de huroner som flydde undan irokesernas etniska rensningar. Missionen kallades Mission des Hurons, Notre-Dame-de-Lorette och var uppkallad efter vallfartsorten Loreto i Italien. Sedan 1697 finns den på dess nuvarande plats, som tidigare kallades Village-des-Hurons. Reservatet ligger som en enklav i Loretteville, som numera är en stadsdel i staden Québec. Signaturtecknet för Wendake var vandringsduvan, men är nu duvan.

## Wôlinak
Abenaki slog sig sedan 1708 också ned i Wôlinak, som blev en jesuitisk mission. Reservatet utgör idag en enklav inom staden Bécancour i Québec. Signaturtecknet för Wôlinak är björnen.

## Artikelursprung
Den här artikeln är helt eller delvis baserad på material från engelskspråkiga Wikipedia, Jesuit Missions in North America, 14 mars 2011.
Den här artikeln är helt eller delvis baserad på material från franskspråkiga Wikipedia.